# Reguläre Menge

Eine reguläre Menge (blau) in der Ebene enthält vollständig ihren Rand (dunkelblau) und besitzt keine echt eindimensionalen Teile

Eine reguläre Menge ist in der Geometrie eine Teilmenge des euklidischen Raums, die gleich dem Abschluss ihres Inneren ist. Eine reguläre Menge besitzt damit keine echt niederdimensionalen Teile und enthält vollständig ihren Rand. Durch Regularisierung können auf regulären Mengen reguläre Mengenoperationen, wie Schnitt, Vereinigung, Differenz und Komplement, definiert werden. Reguläre Mengen werden insbesondere in der geometrischen Modellierung und in der Computergrafik verwendet, in einem allgemeineren Kontext werden sie auch in der Topologie betrachtet.

## Definition
Eine Teilmenge {\displaystyle S\subseteq \mathbb {R} ^{n}} des euklidischen Raums {\displaystyle \mathbb {R} ^{n}} heißt regulär, wenn
{\displaystyle S={\overline {S^{\circ }}}}
gilt, wobei {\displaystyle X^{\circ }} das Innere und {\displaystyle {\overline {X}}} den Abschluss einer Menge {\displaystyle X\subseteq \mathbb {R} ^{n}} bezeichnen. Eine reguläre Menge wird also dadurch charakterisiert, dass sie gleich dem Abschluss ihres Inneren ist. Die Menge der regulären Mengen in {\displaystyle \mathbb {R} ^{n}} wird mit {\displaystyle {\mathcal {R}}_{n}} bezeichnet.

## Beispiele
Beispiele für reguläre Mengen sind:
- abgeschlossene Intervalle auf der Zahlengeraden {\displaystyle \mathbb {R} ^{1}}
- geometrische Figuren in der euklidischen Ebene {\displaystyle \mathbb {R} ^{2}}, wie Polygone, Kreisscheiben oder Ellipsen
- geometrische Körper im euklidischen Raum {\displaystyle \mathbb {R} ^{3}}, wie Polyeder, Zylinder oder Kugeln
- Polytope, Kegel und abgeschlossene Halbräume im {\displaystyle \mathbb {R} ^{n}}
- die leere Menge und der ganze Raum {\displaystyle \mathbb {R} ^{n}}

## Eigenschaften
Reguläre Mengen besitzen folgende Eigenschaften:
- Eine reguläre Menge {\displaystyle S\in {\mathcal {R}}_{n}} ist vollständig {\displaystyle n}-dimensional, sie besitzt also keine Teile niedrigerer Dimension.
- Eine reguläre Menge {\displaystyle S} ist abgeschlossen, sie enthält also stets ihren kompletten Rand {\displaystyle \partial S}.
- Eine reguläre Menge muss nicht zusammenhängend sein, sondern kann auch aus mehreren Komponenten bestehen. Sie kann auch Löcher oder Hohlräume aufweisen.
- Eine reguläre Menge kann auch unbeschränkt sein.

## Operationen

### Regularisierung

Beispiel für eine Regularisierung

Unter der Regularisierung einer Menge {\displaystyle X\subseteq \mathbb {R} ^{n}} versteht man die Operation
{\displaystyle \operatorname {reg} \colon {\mathcal {P}}(\mathbb {R} ^{n})\to {\mathcal {R}}_{n},\quad X\mapsto {\overline {X^{\circ }}}},
wobei {\displaystyle {\mathcal {P}}} die Potenzmenge darstellt. Durch Regularisierung wird demnach einer Menge {\displaystyle X\subseteq \mathbb {R} ^{n}} die zugehörige reguläre Menge {\displaystyle \operatorname {reg} (X)\in {\mathcal {R}}_{n}} zugeordnet. Eine reguläre Menge {\displaystyle S\in {\mathcal {R}}_{n}} ist gerade dadurch charakterisiert, dass sie gleich ihrer eigenen Regularisierung ist, also {\displaystyle \operatorname {reg} (S)=S} gilt.
Dabei ist zu beachten, dass {\displaystyle \operatorname {reg} } weder ein Kern- noch ein Hüllenoperator ist, z. B. weil nicht allgemein {\displaystyle \operatorname {reg} (X)\subseteq X} oder andersherum gilt. Die regulären Mengen bilden also kein Hüllensystem und der Begriff reguläre Hülle wäre irreführend – obwohl man genau wie bei Hüllen aus jeder Teilmenge des Raums eine reguläre „machen“ kann.
Da Inneres und Abschluss jedoch selbst einen Kern- bzw. Hüllenoperator darstellen, bleiben die Monotonie und die Idempotenz für die Regularisierung erhalten.

### Reguläre Mengenoperationen

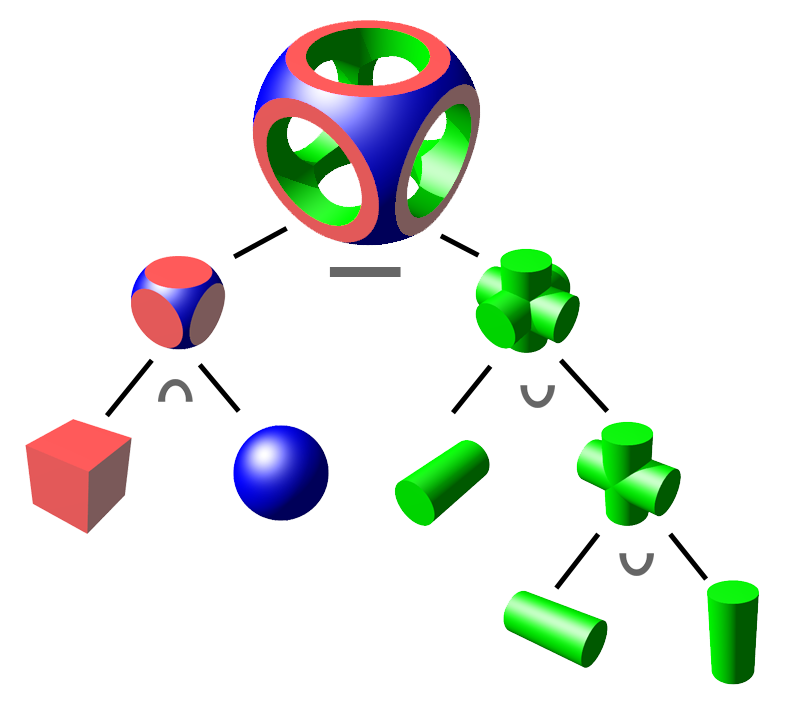
Konstruktive Festkörpergeometrie mit regulären Mengenoperationen

Mit Hilfe der Regularisierungsoperation {\displaystyle \operatorname {reg} } lassen sich die folgenden regulären Mengenoperationen {\displaystyle \cup ^{\ast },\cap ^{\ast },\setminus ^{\ast }\colon {\mathcal {R}}_{n}\times {\mathcal {R}}_{n}\to {\mathcal {R}}_{n}} für die Vereinigung, den Schnitt und die Differenz zweier regulärer Mengen {\displaystyle S,T\in {\mathcal {R}}_{n}} definieren:
{\displaystyle S\cup ^{\ast }T=\operatorname {reg} (S\cup T)=S\cup T}
{\displaystyle S\cap ^{\ast }T=\operatorname {reg} (S\cap T)}
{\displaystyle S\setminus ^{\ast }T=\operatorname {reg} (S\setminus T)}
Hinzu kommt die reguläre Komplementbildung {\displaystyle \mathrm {C} ^{\ast }\colon {\mathcal {R}}_{n}\to {\mathcal {R}}_{n}} einer Menge {\displaystyle S\in {\mathcal {R}}_{n}}:
{\displaystyle \mathrm {C} ^{\ast }S=\operatorname {reg} (\mathrm {C} \,S)}
Die regulären Mengen {\displaystyle {\mathcal {R}}_{n}} sind unter diesen regulären Mengenoperationen abgeschlossen. Das Tupel {\displaystyle ({\mathcal {R}}_{n},\cup ^{\ast },\cap ^{\ast },\mathrm {C} ^{\ast })} stellt auch eine boolesche Algebra dar. Im dreidimensionalen Raum bilden die regulären Mengenoperationen das Grundgerüst für die konstruktive Festkörpergeometrie (Constructive Solid Geometry).

## Verallgemeinerung
Reguläre Mengen können allgemeiner auch in topologischen Räumen betrachtet werden. Eine Teilmenge {\displaystyle S\subseteq X} eines topologischen Raums {\displaystyle (X,{\mathcal {T}})} heißt dabei regulär abgeschlossen, falls
{\displaystyle S={\overline {S^{\circ }}}}
gilt, und regulär offen, falls
{\displaystyle S={\overline {S}}^{\circ }}
gilt. Eine Teilmenge eines topologischen Raums ist dabei genau dann regulär abgeschlossen, wenn ihr Komplement regulär offen ist. Mit der Halbordnung {\displaystyle \subseteq } und den entsprechenden regulären Mengenoperationen bilden sowohl die regulär offenen, als auch die regulär abgeschlossenen Teilmengen eines topologischen Raums jeweils eine vollständige boolesche Algebra. Ein topologischer Raum, dessen regulär offene Teilmengen eine Basis des Raums bilden, heißt halbregulär. Jeder reguläre Raum, also jeder topologische Raum, in dem alle Punkte Umgebungsbasen aus abgeschlossenen Mengen besitzen, ist auch halbregulär und besitzt damit auch eine Basis aus regulär offenen Teilmengen.